# Běla Kolářová
Pour les articles homonymes, voir Kolarova.
Běla Kolářová, née le 24 mars 1923 à Terezín et morte le 12 avril 2010 à Prague (Tchéquie), est une photographe, collagiste et illustratrice tchèque.

## Biographie
Běla Kolářová naît le 24 mars 1923 à Terezín. Après des études dans une école de commerce, elle travaille pour une coopérative qui est une maison d'édition. Pendant la Seconde Guerre mondiale, elle rencontre le poète Jiří en 1944 et l'épouse en 1949. Ils fréquence les milieux artistiques tchèques,. Dans la période qui suit la guerre, elle réalise ses clichés photographiques, avec l'appareil de son frère juste après la guerre. Il y a une chambre noire dans la coopérative, où elle apprend à développer les films et à les agrandir.
En 1956, souffrant de tuberculose, elle arrête son travail et se consacre intensivement à la photographie, en autodidacte. En 1957, le couple achète un appareil photo Rolleiflex.. Dans un premier temps, elle réalise des photographies dans les rues de Prague. Puis elle remet en question ce thème assez classique de la photographie humaniste, et se livre à des expérimentations. Au début des années 1960, elle réalise en chambre noire des photographies sans appareil photo, en utilisant un support photosensible, une source lumineuse et des déchets insignifiants,morceaux de plastique, coquilles d'œufs, épluchures, objets du quotidien, etc., obtenant des compositions assez abstraites. Elle expose, en 1964, avec le groupe « Croisement » (Křižovatka). Sa première exposition indépendante date de 1977, peu avant que son mari ne signe la Charte 77,. Mais à partir du milieu des années 1960, elle commence à se détourner de la photographie pour des créations artistiques selon d'autres modes, notamment le dessin et l'assemblage d'objets,.
Les époux Kolář quittent la Tchécoslovaquie pour Paris en 1980. Běla revient toutefois, en 1981, pour résoudre des problèmes administratifs et fonciers, mais les autorités ne l'autorisent pas à quitter le pays. Elle doit attendre 1985 pour pouvoir rejoindre son mari à Paris. Elle continue pour autant à réaliser des créations artistiques. Cette séparation d’avec son mari favorisent même ses créations personnelles.
De nouveau ensemble à Paris, elle forme avec son époux un couple artistique et créatif, mais elle a tendance à rester, vis-à-vis des médias, dans l'ombre de son mari, jusqu'au décès de celui-ci en 2002,,. En 1999, elle et son mari quittent définitivement Paris en 1999 pour revenir à Prague. Jiří et Běla Kolář produisent non seulement des œuvres artistiques, mais aussi collectionnent les œuvres de leurs amis plasticiens. Cette collection ainsi que certaines de leurs propres œuvres sont léguées, en 2002, par les époux Kolář au Musée Kampa de Prague, musée privé consacré à l'art plastique contemporain d'Europe centrale fondé par Jan Mádek et son épouse Meda Mádková. Son mari meurt cette même année 2002. Ses créations photographiques font l'objet d'une exposition en 2007 à la documenta à Cassel.
Běla Kolářová meurt à Prague en 2010,.

## Publications
- Objekty a asambláže, Torst, 1999  (ISBN 80-85639-15-7).
- Běla Kolářová, Arbor vitae, 2003  (ISBN 80-86300-38-2).